# 長澤憲一
長澤 憲一（ながさわ けんいち、1974年9月17日 - ）は、日本の元体操選手。

## 主な実績
- 1992年全日本ジュニア選手権床優勝
- 1993年全日本選手権床優勝、跳馬3位
- 1995年全日本学生選手権個人総合5位
- 1996年全日本選手権個人総合5位
- 1996年全日本学生選手権個人総合2位
- 1997年第二回東アジア大会団体3位、跳馬5位
- 1997年全日本社会人選手権跳馬優勝

## エピソード
監物永三からは「オリンピック選手より跳躍力がある」「日本No.1の跳躍力」 と評されていた。
シドニー五輪では男子のコーチを務めた。
『スポーツマンNo.1決定戦』（TBS）の、跳び箱（MONSTER BOX）に何度か出場しており、1997年の3月には日本記録保持者（21段）としてヨウ・ホンチュルやヴィタリー・シェルボと『跳び箱世界一決定戦』に出場。23段を記録したヨウには敗れたが22段を記録しシェルボ（21段）に勝利した。